# Bazzania gracilis
Bazzania gracilis là một loài rêu tản trong họ Lepidoziaceae. Loài này được (Hampe & Gottsche) Stephani miêu tả khoa học lần đầu tiên năm 1888.